# Joanna Chmielewska
Joanna Chmielewska (eigentlich Irena Kühn; * 2. April 1932 in Warschau; † 7. Oktober 2013 ebenda) war eine polnische Schriftstellerin.

## Leben
Chmielewska studierte in Warschau in den 1950er Jahren Architektur und arbeitete anschließend in diversen staatlichen Architekturbüros als Projektantin. Sie debütierte mit Kurzgeschichten für das polnische Magazin Kultur und Leben 1958. 1964 veröffentlichte sie ihren ersten Roman. Seit den 1970er Jahren war sie in Polen und Russland eine der meistgelesenen Autorinnen. Sie schrieb vor allem humoristische Kriminalromane.

## Werke auf Deutsch
- Mord ist Trumpf („Tajemnica“). Blanvalet, München 2007, ISBN 978-3-442-36696-5.
- Mords-Stimmung („Pech“). Blanvalet, München 2005, ISBN 3-442-36240-7.

## Verfilmungen
- Jan Batory (Regie): Heilmittel gegen Liebe. 1965 (nach dem Roman Lekarstwo na miłość)